# Bandu Agung (Kaur Utara)
Bandu Agung is een bestuurslaag in het regentschap Kaur van de provincie Bengkulu, Indonesië. Bandu Agung telt 701 inwoners (volkstelling 2010).